# Miramar (Valência)
Miramar é um município da Espanha na província de Valência, Comunidade Valenciana. Tem 2,6 km² de área e em 2021 tinha 2 740 habitantes (densidade: 1 053,8 hab./km²).

## Demografia
| Variação demográfica do município entre 1991 e 2004 | Variação demográfica do município entre 1991 e 2004 | Variação demográfica do município entre 1991 e 2004 | Variação demográfica do município entre 1991 e 2004 |
| --------------------------------------------------- | --------------------------------------------------- | --------------------------------------------------- | --------------------------------------------------- |
| 1991                                                | 1996                                                | 2001                                                | 2004                                                |
| 955                                                 | 1064                                                | 1364                                                | 1675                                                |